# Bécébégé
 (septembre 2016).
Si vous disposez d'ouvrages ou d'articles de référence ou si vous connaissez des sites web de qualité traitant du thème abordé ici, merci de compléter l'article en donnant les références utiles à sa vérifiabilité et en les liant à la section « Notes et références ».
Cet article possède un paronyme, voir BCBG.
Bécébégé (Beverly Hills Teens) est une série télévisée d'animation américaine jeunesse en 65 épisodes de 25 minutes, créée par Craig Zukowski, produite par DIC et diffusée entre le 21 septembre et le 18 décembre 1987 en syndication.
En France, la série a été diffusée dans Cabou Cadin en 1988 sur Canal+. Rediffusion à partir de 1988 dans l'émission Chaud les Glaçons !, puis à partir du 26 juin 1989 dans Éric et Compagnie sur Antenne 2, en janvier 1991 dans Youpi ! sur La Cinq, en 1995 dans le Club Dorothée sur TF1, en 2007 sur AB1, en 2002 et 2011 sur Mangas.

## Synopsis
Les différents épisodes racontent le quotidien doré d'une bande d'adolescents de Beverly Hills : la belle Laura et son petit ami Phil, Jet et son copain Bill passionnés de musique, Jean-Pierre le petit génie inventif et sa sœur Pipelette la journaliste, Hervé le passionné de surf, Paul le séducteur obnubilé par son apparence.
Ils vivent une vie de luxe dans d'immenses villas, conduisent des voitures de sport, passent leur temps dans les magasins, les salons de beauté et en loisirs au Teen Club. Leur quotidien est pimenté par la présence de Bianca et de son majordome souffre-douleur Édouard : jalouse de la popularité de Laura et amoureuse de Phil, elle ne cesse d'échafauder des plans pour nuire au reste du groupe et accéder à la gloire et à la reconnaissance dont elle rêve.

## Distribution

### Voix originales
- Terri Hawkes : Bianca/Blaze/Jillian Thorndyke
- Michael Beattie : Buck Huckster/Wilshire Brentwood

### Voix françaises
- Caroline Beaune : Laura (Larke)
- Gilles Laurent : Phil (Troy)
- Marie-Martine : Bianca
- William Coryn : Paul (Pierce)
- Katy Amaïzo : Mabelle (Shanelle Spencer)
- Lionel Henry : Édouard (Wilshire)
- Olivier Korol : Bill (Gig)
- Odile Schmitt : Jett
- Gilles Tamiz : Jean-Pierre (Chester)
- Patrick Laplace : Hervé (Radley)
- Nathalie Regnier : Nikky
- Joëlle Guigui : Anna (Tara Belle)
- Caroline Jacquin : "Pipelette" ("Switchboard"-Brenda)
- Christine Aurel : Diane (Blaise Summers)

## Épisodes

### Saison 1
1. Tel est pris (Double-Surfing Double Cross)
2. Le chien a mangé mes devoirs (The Dog Ate My Homework)
3. La transformation (The Make Over)
4. Mon prince charmant (My Fair Wilshire)
5. Pour l'amour d'un robot (Robot Romance)
6. Distribution des rôles (Casting Call)
7. Au club des jeunes (Down and Out in the Teen Club)
8. La chasse de sa vie (Chase of a Lifetime)
9. Course de descente (Downhill Racer)
10. Partie de chasse (Radley Wipes Out)
11. Naufrage (Shipwrecked)
12. Mardi gras (Halloween in the Hills)
13. La visite d'un prince (Visit from a Prince)
14. Camping (Camp Camping)
15. Invitation (Dream Date)
16. Le cadeau parfait (The Perfect Gift)
17. Le temps des souvenirs (A Time to Remember)
18. Chester, l'entremetteur (Chester the Matchmaker)
19. Qui porte la culotte ? (Who Wears the Pants?)
20. Rivalités commerciales (Open for Business)
21. Opération bouffe (Operation Soap Opera)

### Saison 2
1. Le carnaval (Teen Club Carnival)
2. Potion d'amour (Potions of Love)
3. La coupe des jeunes (The Teen Cup)
4. Histoire de fantômes (Ghost Story)
5. Conte de fée mensonger (Fairy Tale Flake Out)
6. Rien que des ragots (Nothing but Gossip)
7. Aujourd'hui en cuisine (Now We're Cooking)
8. L'âge de son cœur (Old at Heart)
9. La vallée de la mort (Death Valley)
10. Les vedettes se séparent (Star Split)
11. Les ennuis se multiplient (Double Your Trouble)
12. Je vous en prie, reprenez-là (Take My Hostage, Please!)
13. Trois fois plus (Trouble Times Three)
14. Le rêve de Bianca (Bianca's Dream)
15. Les cent dollars de Paul (Pierce's Hundred Dollars)
16. Droit dans les yeux (Look Deep Into My Eyes)
17. La pub (The Commercial)
18. Gare aux anchois (Hold the Anchovies)
19. De mal en pis (From Rad to Worse)
20. Le devant de la scène (Scene Stealer)
21. Paul et son double (A Splitting Image)
22. Régime, s'il te plaît (Diet, Please)

### Saison 3
1. Liliane fait son éducation (Jillian's Lesson)
2. La guigne (What the Hex Happening?)
3. Une soirée mouvementée (Don't Judge a Book by Its Cover Girl)
4. Panique au club (Private Club - Ghosts Only)
5. Les élections (Poll Climbers)
6. Panique au cirque (Rampage)
7. Le sourire du vainqueur (That Winning Smile)
8. Vive le sport (Eye of the Tigress)
9. Pari tenu (Take Me Out to the Ball Game)
10. Drôle de soirée (The Slumber Party)
11. À la dure (Roughing It)
12. Il faut souffrir (The Buck Stops Here)
13. Les B.A. de Bianca (The Kindest Cut of All)
14. Journal intime (Bianca's Diary)
15. Autant en emporte le rhume (Go With the Flu)
16. Nicki panique (Nikki's Big Break)
17. Sherlock Holmes (McTech, P.I.)
18. Le marathon (The Tortoise and the Dare)
19. Rencontre de golf et de polo (Greens With Envy)
20. Le triathlon (Troy Triathalon)
21. Miracle au club des jeunes [1/2] (Miracle at the Teen Club [1/2])
22. Miracle au club des jeunes [2/2] (Miracle at the Teen Club [2/2])

## Commentaires
- Look :

La série est inspirée du soap opera emblématique des années 1980 : Dynastie, d'une part par la richesse omniprésente et démesurée et les tenues extravagantes mais surtout entre l'opposition entre Bianca, la brune jalouse et machiavélique et Laura, blonde et gentille, inspirées de la guerre entre Alexis Carrington Colby et Kristle Carrigton. Tout comme Jem et les Hologrammes, la série possède un look très marqué années 1980 : coupes de cheveux, coupes des vêtements, motifs et couleurs très flashy… 
- Titre :

Le titre français vient de l'acronyme BCBG pour bon chic bon genre, la série se déroulant dans le quartier huppé de Beverly Hills, en Californie.
- Générique :

La chanson titre est interprétée en français et en anglais par Valérie Barouille.
- Doublage français :

Bien que le générique français parle de Beverly Hills, et que l'action s'y déroule, les personnages dans la version française parlent de St-Trop', pour Saint-Tropez.
Cependant, on notera un doublage de qualité, avec des voix qui restent les mêmes tout au long des 65 épisodes pour chaque personnage et ce, malgré le grand nombre de protagonistes et leurs apparitions aléatoires. C'est suffisamment rare sur ce type de séries de l'époque pour être souligné.
- Récompense :

En 1989, la série a été nommée aux Young Artist Awards dans la catégorie Meilleur dessin animé.